# بحرية المياه الخضراء

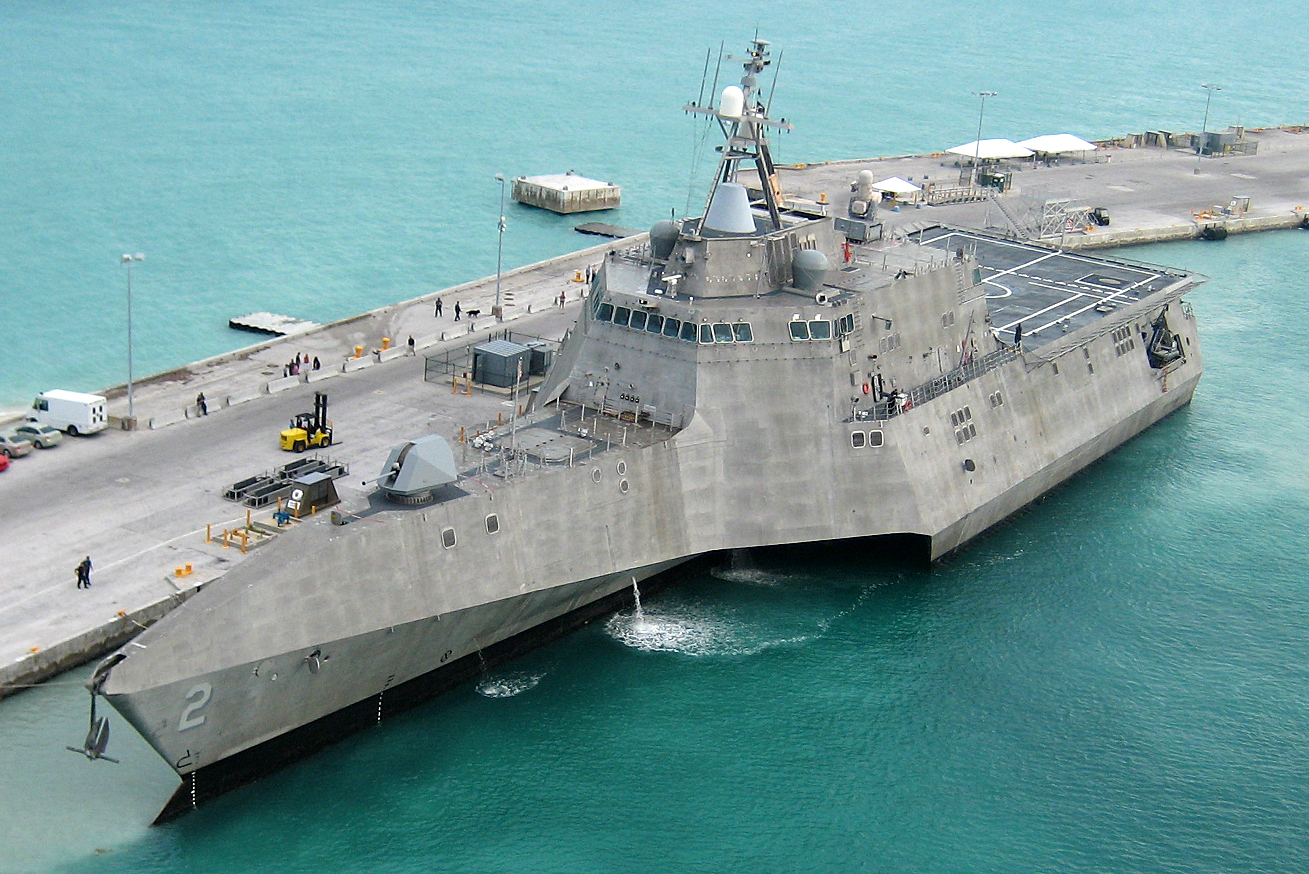
و سفينة مكافحة الساحلية التي صُمِّمَت لعمليات المياه الخضراء

بحرية المياه الخضراء هي عبارة عن مصطلحات أُنْشِئَت لوصف القوة البحرية المصممة للعمل في المناطق الساحلية في بلادها ولديها القدرة على العمل في المحيطات المفتوحة في المنطقة المحيطة بها. إنه مصطلح جديد نسبيًا، وقد أُنْشِئَ من أجل التمييز بشكل أفضل وإضافة فارق بسيط بين اثنين من الواصفات الطويلة الأمد: بحرية المياه الزرقاء وبحرية المياه البنية.
تُعَرَّفُ عناصر الجغرافيا البحرية بشكل فضفاض وتغيرت معانيها عبر التاريخ. يعرّف مفهوم العمليات البحرية للعام 2010 في الولايات المتحدة المياه الزرقاء بأنها «المحيط المفتوح»، والمياه الخضراء باسم «المياه الساحلية والموانئ والمرافئ»، والمياه البنية بأنها «أنهار صالحة للملاحة ومصباتها». روبرت روبل من كلية الحرب البحرية الأمريكية يتضمن الخلجان في تعريفه للمياه البني، وفي الماضي قام المعلقون العسكريون الأمريكيون بتمديد الماء البني إلى 100 ميل بحري (190 كـم) من الشاطئ.

## تعريفات
هناك اختلافات واسعة في تعريف عناصر الجغرافيا البحرية، وقد تغيرت معانيها عبر التاريخ. فبحسب مفهوم العمليات البحرية للولايات المتحدة لعام 2010: تُعرَّف المياه الزرقاء بأنها المحيطات المفتوحة، والمياه الخضراء هي المياه الساحلية والموانئ والمرافئ، أما المياه البنية فهي الأنهار الصالحة للملاحة مع مصباتها. يضيف روبرت روبل من الكلية الحربية البحرية الأمريكية الخلجان للمياه البنية، وكان المحللون العسكريون الأمريكيون في الماضي يمددون مفهوم المياه البنية لتشمل 100 ميل بحري (190 كم) بعيدًا عن الشاطئ.
استخدم مصطلح المياه الخضراء خلال الحرب الباردة ليشير إلى مناطق المحيطات التي قد تواجه فيها القوات البحرية هجومًا من طائرات برية، ولكنّ تطوير القاذفات الاستراتيجية بعيدة المدى وتزويدها بالصواريخ المضادة للسفن حوّل معظم مساحة المحيطات إلى مياه خضراء، فتلاشى استخدام المصطلح بهذا المعنى. أما بعد انتهاء الحرب الباردة يُشار أحيانًا إلى قوات المهام البرمائية الأمريكية باسم البحرية التي تعمل في المياه الخضراء على عكس القوات القتالية المحمولة على الأساطيل التي تعمل في المياه الزرقاء. اختفى التفريق بين هذه القوات أيضًا؛ لأن التهديدات المتزايدة في المياه الساحلية دفعت السفن البرمائية إلى القيام بعمليات عسكرية بعيدًا عن شواطئها، ما أدى إلى تعرضها لاعتداءات بطائرات هليكوبتر وطائرات مقاتلة، وهو الأمر الذي أدى إلى تطوير السفن المصممة للعمل في هذه المياه مثل المدمرة من طراز زوموالت والسفن القتالية الساحلية، توجد فرقاطات حلف الناتو حاليًا في تشكيلات من 4 – 8 سفن في المياه الخضراء. اقترح روبل إعادة تعريف المياه الخضراء بالمناطق في المحيطات التي تُعتبر خطرة جدًا بالنسبة للوحدات القتالية ذات القيمة العالية، وهو ما يتطلب توزيع القوات الهجومية في تشكيلات أصغر مثل الغواصات التي يمكنها استخدام تقنية الشبح وغيرها من خصائص الحماية. وبحسب تعريف روبل ستكون المياه البنية هي المناطق التي لا تستطيع فيها الوحدات القتالية الخاصة بالمحيطات العمل على الإطلاق، بما في ذلك الأنهار وحقول الألغام والمضائق وغيرها.
تُعتبر البحرية الأمريكية القوة البحرية الرائدة في المياه الزرقاء في أوائل القرن الحادي والعشرين على مستوى العالم، وقد مكنها ذلك من امتلاك القدرات على شن الأعمال الهجومية في المياه الإقليمية لأعدائها دون أن تحتاج لأي دعم لوجستي، وهو الأمر الذي لا تستطيع معظم أساطيل دول العالم فعله؛ لأنها تحتاج إلى الإمداد والغطاء الجوي الذي لا يتوفر لها إلا في نطاق بضع مئات كيلومترات من أراضيها، وعلى كل حال تعمل دول أخرى حاليًا على التغلب على هذه القيود. بدأ مؤلفون عسكريون آخرون بتطبيق مصطلح بحرية المياه الخضراء على أي قوات بحرية وطنية لديها سفن تعمل في المحيطات لكنها تفتقر إلى الدعم اللوجستي اللازم لتشكيل أساطيل المياه الزرقاء.
لا يعني مصطلح أسطول المياه الخضراء أن سفن هذا الأسطول غير قادرة على العمل بعيدًا عن الساحل أو في المحيطات المفتوحة، بل يشير إلى أنه -ولأسباب لوجيستية- لا يمكن نشر هذه السفن هناك لفترات طويلة، ويجب أن تحصل على مساعدة من بلدان أخرى لتكون قادرة على القيام بعملياتها هناك على المدى الطويل. يعتبر مصطلح بحرية المياه الخضراء موضوعًا شخصيًا، إذ إن العديد من الدول التي لا تملك بحرية حقيقية تعمل بالمياه الخضراء تحافظ على قوات بحرية قادرة على العمل في المياه الزرقاء، فمثلًا تتمتع القوات البحرية الألمانية بنفس القدرة على العمل في المحيطات التي تتمتع بها البحرية الكندية ولكن لا يُعترف بها لتكون بحرية مياه الخضراء، مثال آخر هو البحرية البرتغالية التي على الرغم من تصنيفها عادة على أنها قوة بحرية صغيرة، قامت -ولعدة مرات- بعمليات طويلة الأمد في مناطق بعيدة عن أراضيها. رغم كل ذلك فإن الاختلافات بين أساطيل المياه الزرقاء وأساطيل المياه البنية والخضراء عادة ما تكون واضحة، فعلى سبيل المثال كانت البحرية الأمريكية قادرة على الاستجابة السريعة لاختفاء رحلة الخطوط الجوية الماليزية رقم 370 ومواصلة عمليات البحث بسهولة نسبية على الرغم من أن منطقة البحث شملت المحيط الهندي بكامله، وعلى النقيض من ذلك لم تتمكن البحرية الروسية التي كانت تعمل بالمياه الخضراء في عام 2005 من الاستجابة بشكل صحيح للحادث الذي تعرضت له مركبة الإنقاذ AS-28، واضطرت للاعتماد على البحرية الملكية البريطانية التي تعمل في المياه الزرقاء للاستجابة وتنفيذ عملية الإنقاذ في الوقت المناسب.
تحاول الدول تطوير قدراتها البحرية باستمرار، لكنها أحيانًا تخسر هذه القدرات، فعلى سبيل المثال كانت القوات البحرية النمساوية المجرية أحدث قوة بحرية تعمل في المياه الخضراء قبل الحرب العالمية، لكن فقدانها لسواحلها خلال الحرب أدى إلى مصادرة قواتها البحرية وأصبحت موانئها تابعة لإيطاليا ويوغوسلافيا. كذلك فقدت قوى المحور قدراتها البحرية بعد هزيمتها في الحرب العالمية الثانية، فنزع سلاح معظم القطع البحرية الإمبراطورية اليابانية والبحرية الألمانية، وحُددت أعداد القوات والسفن التابعة لها، ووضعت تحت مراقبة الحلفاء. وحدث الأمر نفسه عند انهيار الاتحاد السوفيتي الذي كان يملك ثاني أكبر قوة بحرية وأكبر قوة غواصات في العالم، وعلى الرغم من حرص روسيا على الاستحواذ على أقوى السفن السوفيتية وأحدثها، فقدت القدرات اللوجستية للسفن البحرية السوفيتية، ولم تعُد قادرة على العمل بعيدًا عن الشواطئ الروسية لفترات طويلة من الزمن. بالإضافة إلى أن تخفيضات الميزانية أجبرت روسيا على تقليص أعداد الغواصات كثيرًا، وأُحيلت غواصات مثل التايفون إلى التقاعد. كانت البحرية السوفيتية تعتمد بشكل رئيس على الغواصات، وقد أثر النقص في أعداد الغواصات وفعاليتها على قدرة البحرية الروسية المشكلة حديثًا.

## أمثلة عن أساطيل المياه الخضراء

### أستراليا
تُعتبر البحرية الملكية الأسترالية بحرية مياه خضراء، ومع ذلك فقد قامت بمجموعة واسعة من العمليات البحرية العالمية من الشرق الأوسط إلى المحيط الهادئ، وشاركت في العديد من التحالفات الدولية والخاصة. تمتلك البحرية الملكية الأسترالية أسطولًا حديثًا يتكون من مدمرات وفرقاطات وغواصات تقليدية بالإضافة إلى قوات برمائية كبيرة تعتمد على السفن الحربية من طراز إتش إم أي إس وحاملة طائرات هيلكوبتر من طراز كانبيرا.

### البرازيل
يطلق الخبراء عادةً على البحرية البرازيلية بحرية مياه خضراء، إذ تركز القوات البحرية البرازيلية في المقام الأول على تأمين سواحل البلاد ومنطقة النفوذ الاقتصادية، ولكنها تحتفظ أيضًا بالقدرة على العمل في جنوب المحيط الأطلسي. وقد ساهمت البحرية البرازيلية في عدد من بعثات حفظ السلام والبعثات الإنسانية منذ بداية الألفية الجديدة.

### كندا
وفقًا للمعايير الموضحة في منشور عام 2001 عن إستراتيجية القوات البحرية الكندية لعام 2020، وصفت البحرية الملكية الكندية بأنها بحرية تعمل في المياه الخضراء مع قدرة على تنفيذ العمليات في جميع أنحاء العالم بمساعدة حلفاء بحريين أقوى مثل المملكة المتحدة وفرنسا والولايات المتحدة، وفي هذا السياق صنفت البحرية الملكية الكندية نفسها بنفس مستوى القوات البحرية الأسترالية والهولندية (المستوى الثالث).

### إسبانيا
البحرية الإسبانية هي بحرية مياه خضراء، ومع ذلك فهي تشارك في عمليات مشتركة مع حلف شمال الأطلسي والحلفاء الأوروبيين في جميع أنحاء العالم. يتكون الأسطول الإسباني من 54 سفينة حربية، منها سفينة هجوم برمائية تُستخدم أيضًا حاملة طائرات، وسفينتي نقل برمائي، وخمس مدمرات من طراز إيغيس، وست فرقاطات، وسبع طرادات، وثلاث غواصات تقليدية.